# ایوان کورپونای
ایوان کورپونای (اوکراینی: Іван Тиберійович Корпонай؛ زادهٔ ۱۳ فوریهٔ ۱۹۶۹) بازیکن فوتبال اهل اتحاد جماهیر شوروی سوسیالیستی است.
از باشگاه‌هایی که در آن بازی کرده‌است می‌توان به باشگاه فوتبال اوورلا اوژهورود، باشگاه فوتبال متالورگ زاپروژیا، باشگاه فوتبال دنیپرو، باشگاه فوتبال آتیراو، باشگاه فوتبال چورنومورتس اودسا، و باشگاه فوتبال اسپارتاک ایوانو-فرانکیفسک اشاره کرد.